# Millar Burrows
Pour les articles homonymes, voir Burrows.
Millar Burrows (Wyoming, 26 octobre 1889 - 29 avril 1980) est un bibliste et professeur américain, attaché à l'Université Yale

## Biographie
Il est l'auteur de plusieurs ouvrages scientifiques et de vulgarisation sur les Manuscrits de la Mer Morte.